# Heimo Bär
Heimo Bär – austriacki snowboardzista. Nie startował na igrzyskach olimpijskich ani na mistrzostwach świata w snowboardzie. W Pucharze Świata, w sezonie 1995/1996 Zajął 88. miejsce w klasyfikacji generalnej.
W 1996 r. zakończył karierę.

## Sukcesy

### Puchar Świata

#### Miejsca w klasyfikacji generalnej
- 1994/1995 - -
- 1995/1996 - 88.

#### Miejsca na podium
1. Zell am See – 26 listopada 1994 (Gigant) - 2. miejsce